# Трамп, Джон
Джон Джордж Трамп (англ. John George Trump; 21 августа 1907, Нью-Йорк — 21 февраля 1985, Бостон, Массачусетс) — американский электротехник, изобретатель и физик. Он получил Национальную научную медаль (1983) от президента Рональда Рейгана, был членом Национальной инженерной академии. Известен своим вкладом в развитие ротационной лучевой терапии. Вместе с Робертом Ван де Граафом разработал один из первых генераторов рентгеновского излучения на миллион вольт. Дядя 45-го и 47-го президента Соединённых Штатов Дональда Трампа.

## Биография
Трамп был младшим из трёх детей и вторым сыном немецких иммигрантов Фредерика Трампа и Элизабет Крист Трамп.
Его мать Элизабет и брат Фред были основателями «Elizabeth Trump & Son». Впоследствии Джон и Фред руководили бизнесом вместе, однако в конечном итоге приняли решение о прекращении партнёрства. Джон продолжил карьеру в области электротехники.
Трамп получил степень бакалавра в области электротехники в Политехническом институте Бруклина (ныне Политехнический институт Нью-Йоркского университета) в 1929 году, степень магистра в области физики в Колумбийском университете в 1931 году, степень доктора электротехники в Массачусетском технологическом институте в 1933 году. Он был профессором в Массачусетском технологическом институте с 1936 по 1973 год.
Во время Второй мировой войны Трамп переключился с работы по изучению рентгеновских аппаратов на исследования аналогичных технологий в военных целях. Он сконцентрировался на разработке радаров. В 1940 году Трамп присоединился к недавно созданному Национальному исследовательскому комитету по вопросам обороны (НИКВО) в качестве технического помощника Карла Комптона, президента Массачусетского технологического института и главы отдела радиолокации.
В 1942 году Трамп стал секретарем Микроволнового комитета, находящегося под контролем НИКВО. Директором Микроволнового комитета был Альфред Ли Лумис, известный физик-миллионер.
В начале 1943 года, через два дня после смерти Николы Теслы, Федеральное бюро расследований наложило арест на его имущество. Трамп был вызван для анализа предметов Теслы. После трёхдневного расследования Трамп пришёл к выводу, что нет ничего, что представляло бы опасность в недружественных руках.
С февраля 1944 года и вплоть до конца войны в Европе Трамп работал со всеми ведущими британскими специалистами по радиолокации, включая сэра Роберта Уотсона-Уотта, Альберта Роу и Бернарда Ловелла. Трамп получил признание за ведение плодотворного сотрудничества в военной сфере как от Соединённых Штатов, так и от Соединённого Королевства.
В 1946 году Трамп, Роберт Ван де Грааф и Денис Робинсон инициировали создание Высоковольтной инженерной корпорации для производства генераторов Ван де Граафа.
Вскоре он вернулся в Массачусетский технологический институт, где преподавал и руководил исследованиями в течение трёх десятилетий после окончания войны. С 1946 по 1980 год он руководил Исследовательской лабораторией высокого напряжения Массачусетского технологического института. Его исследования были сосредоточены на очистке сточных вод. Он занимался изучением использования электронного пучка от высоковольтного ускорителя в качестве дезактивирующего агента при очистке осадка городских сточных вод. Исследовательская лаборатория разработала прототип системы, которая была протестирована на одной из бостонских очистных сооружений и смогла обеспечить бактериальную и вирусную дезинфекцию с помощью непрерывной обработки.
Джон Трамп умер в Бостоне 21 февраля 1985 года.
Национальная инженерная академия назвала Трампа «пионером в научном, инженерном и медицинском применении высоковольтных машин».

## Личная жизнь
Трамп женился на Элоре Сауэрбрун (1913—1983), у них было трое детей: покойный Джон Гордон Трамп (1938—2012) из Уотертауна, Массачусетс; Кристина Филп из Нью-Лондона, Нью-Гемпшир; Карен Ингрэм из Лос-Аламоса, Нью-Мексико; и шесть внуков.

## Награды
- 1947 — Георг VI вручил ему Королевскую медаль «За служение делу свободы»;
- 1948 — Почётная грамота президента[англ.], вручён президентом Гарри Трумэном;
- 1960 — Медаль Ламме, вручена Американским институтом электротехников[англ.];
- 1983 — Национальная научная медаль, вручена президентом Рональдом Рейганом[10].